# Étienne de Sauvage
Étienne Noel Joseph de Sauvage (Liège, 1789. december 24. – Brüsszel, 1867. augusztus 24.) belga politikus és államférfi volt, Belgium miniszterelnöke 1831-ben.
Foglalkozását tekintve ügyvéd. Politikai pályájának kezdetén Belgium és az Egyesült Holland Királyság uniójának támogatója. Az 1830 augusztusában kirobbant forradalom után Liège város védelmi bizottságának tagja,  majd ezt követően Liège tartomány kormányzója. Belgium régense, Érasme-Louis Surlet de Chokier báró 1831-ben felkérte, hogy alapítson kormányt, amely 1831. március 23-án lépett hivatalba. A régens kérése ellenére bevonta a kormányba Joseph Lebeau liberális politikust is, aki a külügyminiszteri posztot töltötte be.
A kormány július 21-éig, I. Lipót belga király trónra lépéséig működött. Ezt követően Félix de Muelenaere kormányában belügyminiszteri posztot töltött be 1831. augusztusig, majd 1832-ben a belga legfelsőbb bíróság elnöke lett.

## A Sauvage-kormány tagjai
| Miniszteri tiszt        | Név                          | Párt      |
| ----------------------- | ---------------------------- | --------- |
| Külügyminiszter         | Joseph Lebeau                | Liberális |
| Belügyminiszter         | Étienne de Sauvage           | Liberális |
| Igazságügyminiszter     | Antoine Barthélémy           | Liberális |
| Pénzügyminiszter        | Charles de Brouckère         | Liberális |
| Hadügyminiszter         | Charles d'Hane de Steenhuyze | Liberális |
| Tárca nélküli miniszter | Paul Delvaux                 | Liberális |

## Fordítás
- Ez a szócikk részben vagy egészben  az   Etienne de Sauvage című holland Wikipédia-szócikk ezen változatának fordításán alapul.  Az eredeti cikk szerkesztőit annak laptörténete sorolja fel. Ez a jelzés csupán a megfogalmazás eredetét és a szerzői jogokat jelzi, nem szolgál a cikkben szereplő információk forrásmegjelöléseként.

## Lásd még
- Belgium miniszterelnökeinek listája